# Campylodoniscus
Campylodoniscus ("prohnutý zub") byl rod vývojově pokročilého sauropodního dinosaura ze skupiny Titanosauria, který žil v období svrchní křídy na území dnešní Argentiny (lokalita Sierra de San Bernardo). Dosahoval délky odhadem kolem 20 metrů, patřil tedy spíše ke středně velkým sauropodům. Přesnější rozměry však není možné určit.

## Objev a popis
Fosilie tohoto dinosaura představují pouze část maxily (horní čelisti) se sedmi zuby. Není dosud jisté, zda fosilie pochází z období cenomanu (stáří asi 95 milionů let) nebo mnohem mladšího přelomu kampán-maastricht (asi 72 milionů let). Druh Campylodon ameghinoi byl popsán roku 1929 německým paleontologem Friedrichem von Huenem. V roce 1961 si však jeho krajan Oskar Kuhn uvědomil, že toto jméno je již preokupované a musel stanovit nové. Tím je dosud platné Campylodoniscus ameghinoi. Někteří paleontologové však považují tento taxon za nomen dubium (pochybné jméno).